# Saint-Euphrône
Saint-Euphrône è un comune francese di 205 abitanti situato nel dipartimento della Côte-d'Or nella regione della Borgogna-Franca Contea.

## Società

### Evoluzione demografica
Abitanti censiti